# Frédérique Lebelley
Frédérique Lebelley est une journaliste et romancière française.

## Biographie
Frédérique Lebelley a assuré, pendant cinq ans, la chronique judiciaire de RTL. 
Elle est principalement connue pour avoir publié, en 1989, Tête à tête, recueil d'entretiens en prison avec des condamnés qui ont échappé à la peine de mort, dont Patrick Henry, et, en 1994, Duras ou le poids d'une plume, une biographie romancée de Marguerite Duras qui fait polémique,,.

## Œuvres
- La Démente religieuse, Carrère, 1987.
- Tête à tête, Grasset, 1989.
- Duras ou le poids d'une plume, Grasset, 1994.
- Professions de foi, Presses de la Renaissance, 2001.
- Célébrer la vie. Leçons de sagesse de Sri Sri Ravi Shankar, Presses du Châtelet, 2003.